# Enxalé
Enxalé é uma povoação na região de Oio do centro-oeste da Guiné-Bissau. Encontra-se perto da confluência dos rios Geba e Corubal.

## Pessoas notáveis
- Sana Na N'Hada (1950–) — diretor de cinema

## Ligações externos
- Maplandia World Gazetteer